# Liste der Biografien/Rut
Liste der Biografien |
Portal Biografien |
Personensuche
# |
A |
B |
C |
D |
E |
F |
G |
H |
I |
J |
K |
L |
M |
N |
O |
P |
Q |
R |
S |
T |
U |
V |
W |
X |
Y |
Z |
?
 
Ra |
Rb |
Rd |
Re |
Rh |
Ri |
Rj |
Rk |
Rl |
Rm |
Rn |
Ro |
Rr |
Rs |
Rt |
Ru |
Rv |
Rw |
Rx |
Ry |
Rz
 
Rua |
Rub |
Ruc |
Rud |
Rue |
Ruf |
Rug |
Ruh |
Rui |
Ruj |
Ruk |
Rul |
Rum |
Run |
Ruo |
Rup |
Rur |
Rus |
Rut |
Ruu |
Ruv |
Ruw |
Rux |
Ruy |
Ruz
Die Liste der Biografien führt alle Personen auf, die in der deutschsprachigen Wikipedia einen Artikel haben. Dieses ist eine Teilliste mit 441 Einträgen von Personen, deren Namen mit den Buchstaben „Rut“ beginnt.

## Rut
- Rut Arnfjörð Jónsdóttir (* 1990), isländische Handballspielerin
- Rut, Josef (1926–2007), tschechischer Komponist, Geiger und Musikwissenschaftler
- Rut, Tadeusz (1931–2002), polnischer Leichtathlet

### Ruta
- Ruta, Angelo (* 1967), italienischer Karikaturist und Illustrator, Autor und Regisseur
- Ruta, Peter (1918–2016), US-amerikanischer Maler
- Ruta, Pietro (* 1987), italienischer Ruderer
- Rutaganda, Georges (1958–2010), ruandischer Politiker und Kriegsverbrecher
- Rutan, Burt (* 1943), US-amerikanischer Luft- und Raumfahrtingenieur, UnternehmerBurt Rutan (* 1943)

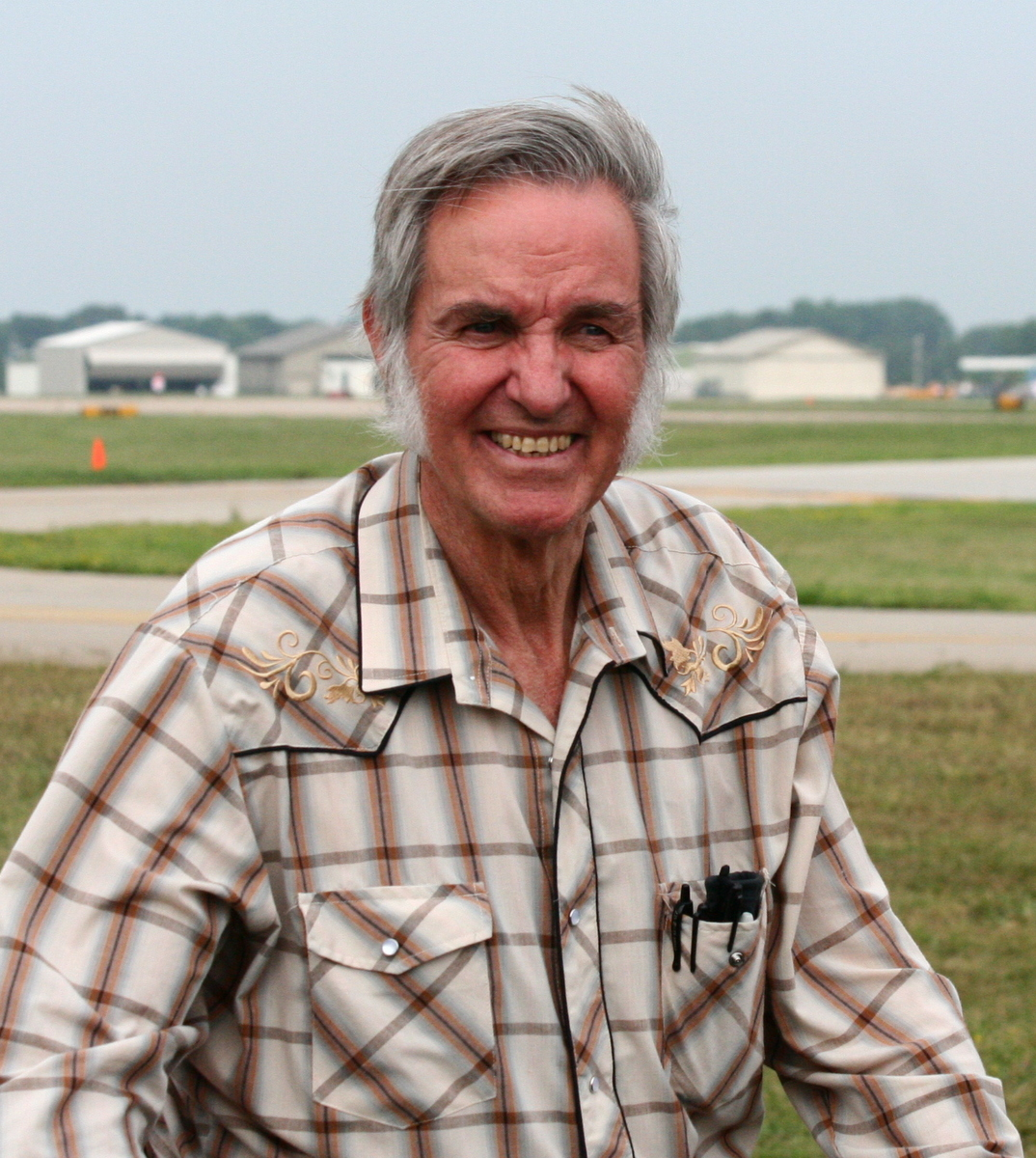
Burt Rutan (* 1943)

- Rutan, Dick (1938–2024), US-amerikanischer Testpilot
- Rutan, Erik (* 1971), US-amerikanischer Musiker und Musikproduzent
- Rutar, Vika (* 1997), slowenische Leichtathletin
- Rutault, Claude (1941–2022), französischer Konzeptkünstler

### Rutb
- Rutberg, Amy (* 1981), US-amerikanische Schauspielerin

### Rute
- Rute, Ana (* 1998), portugiesische Fußballspielerin
- Rüte, Hans von († 1558), Schweizer Dramatiker
- Rutebeuf, französischer Schriftsteller
- Rutecki, Chester (1916–1976), US-amerikanischer Boxer
- Rutelli, Francesco (* 1954), italienischer Politiker, Mitglied der Camera dei deputati, MdEP
- Rutelli, Mario (1859–1941), italienischer Bildhauer
- Rutemöller, Erich (* 1945), deutscher Fußballtrainer
- Rutenberg, Adolf Friedrich (1808–1869), deutscher Junghegelianer und Journalist
- Rutenberg, Christian (1851–1878), deutscher Forscher und Botaniker
- Rutenberg, Diedrich Christian (1782–1861), deutscher Baumeister
- Rutenberg, Lüder (1816–1890), Bremer Baumeister und Brauereibesitzer
- Rutenka, Dsjanis (* 1986), belarussischer Handballspieler
- Rutenka, Siarhei (* 1981), belarussisch-slowenisch-spanischer HandballspielerSiarhei Rutenka (* 1981)

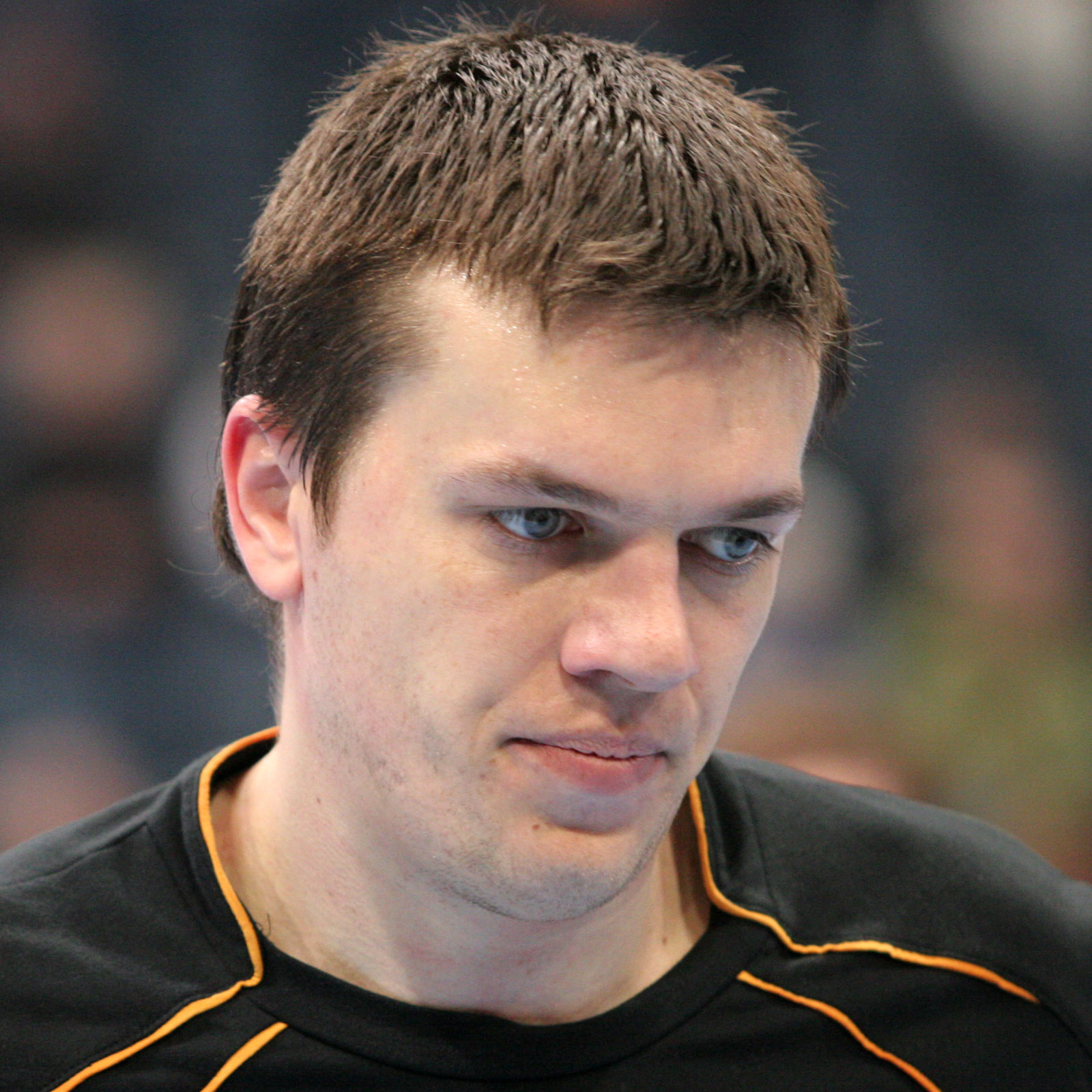
Siarhei Rutenka (* 1981)

- Rutenkröger, Susanne (* 1961), deutsche Politikerin (SPD), Bürgermeisterin von Bünde
- Rüter, Christiaan F. (1938–2025), niederländischer Rechtswissenschaftler und Hochschullehrer
- Rüter, Christoph (* 1957), deutscher Dokumentarfilmer
- Rüter, Diethard (1936–2008), deutscher Politiker (SPD), MdA
- Rüter, Eckhardt (* 1963), deutscher Leichtathlet
- Rüter, Hans-Martin (* 1965), deutscher Unternehmer
- Rüter, Heinrich (1877–1955), deutscher Maler
- Rüter, Jörg, deutscher Offizier, Brigadegeneral der Bundeswehr
- Rüter, Karl (1902–1986), deutscher Maler
- Rüter, Klaus (* 1940), deutscher Jurist, Verwaltungsbeamter und Politiker (SPD)
- Rüter, Michael (* 1963), deutscher Politiker (SPD)
- Ruter, Rudolf X. (* 1953), deutscher Wirtschaftswissenschaftler und Autor
- Rüter, Sebastian (* 1976), deutscher Politiker (SPD), MdL
- Rüter, Wilhelm (1903–1982), deutscher Schauspieler und Theaterdirektor
- Rüter, Wolfgang (* 1950), deutscher Schauspieler
- Rüterjans, Heinz (1936–2020), deutscher Physikochemiker
- Rüterswörden, Udo (* 1953), deutscher evangelischer Hochschullehrer für Altes Testament

### Rutg
- Rutger, deutscher Handwerker, vierter Kölner Dombaumeister
- Rutger I., Graf von Kleve
- Rutger II., Graf von Kleve
- Rutger Raitz von Frentz († 1369), Ritter und Kriegsheld
- Rutger van Kampen, Baumeister der Spätgotik
- Rutger von Brüggenei, Bischof von Kurland
- Rutgers van der Loeff-Mielziner, Frieda (1877–1948), deutsch-niederländische Malerin
- Rutgers, An (1910–1990), niederländische Schriftstellerin
- Rutgers, Antonie (1805–1884), niederländischer reformierter Theologe und Philologe
- Rutgers, Bram (1884–1966), niederländischer Politiker, Gouverneur von Niederländisch-Guayana (Suriname) und Staatsrat
- Rutgers, Cor (* 1940), niederländischer Radrennfahrer
- Rütgers, Julius (1830–1903), deutscher Unternehmer
- Rutgers, Marijtje (* 1987), niederländische Schauspielerin
- Rutgers, Victor Henri (1877–1945), niederländischer Jurist, Hochschullehrer, Politiker und Widerständler
- Rutgers-Hoitsema, Mietje (1847–1934), niederländische Lehrerin, Feministin und Frauenrechtlerin

### Ruth
- Ruth von Mosbach-Lindenfels, deutsche Äbtissin
- Rüth, Alexander (* 1985), deutscher Chorleiter, Kirchenmusiker, Domkapellmeister
- Ruth, Babe (1895–1948), US-amerikanischer BaseballspielerBabe Ruth (1895–1948)

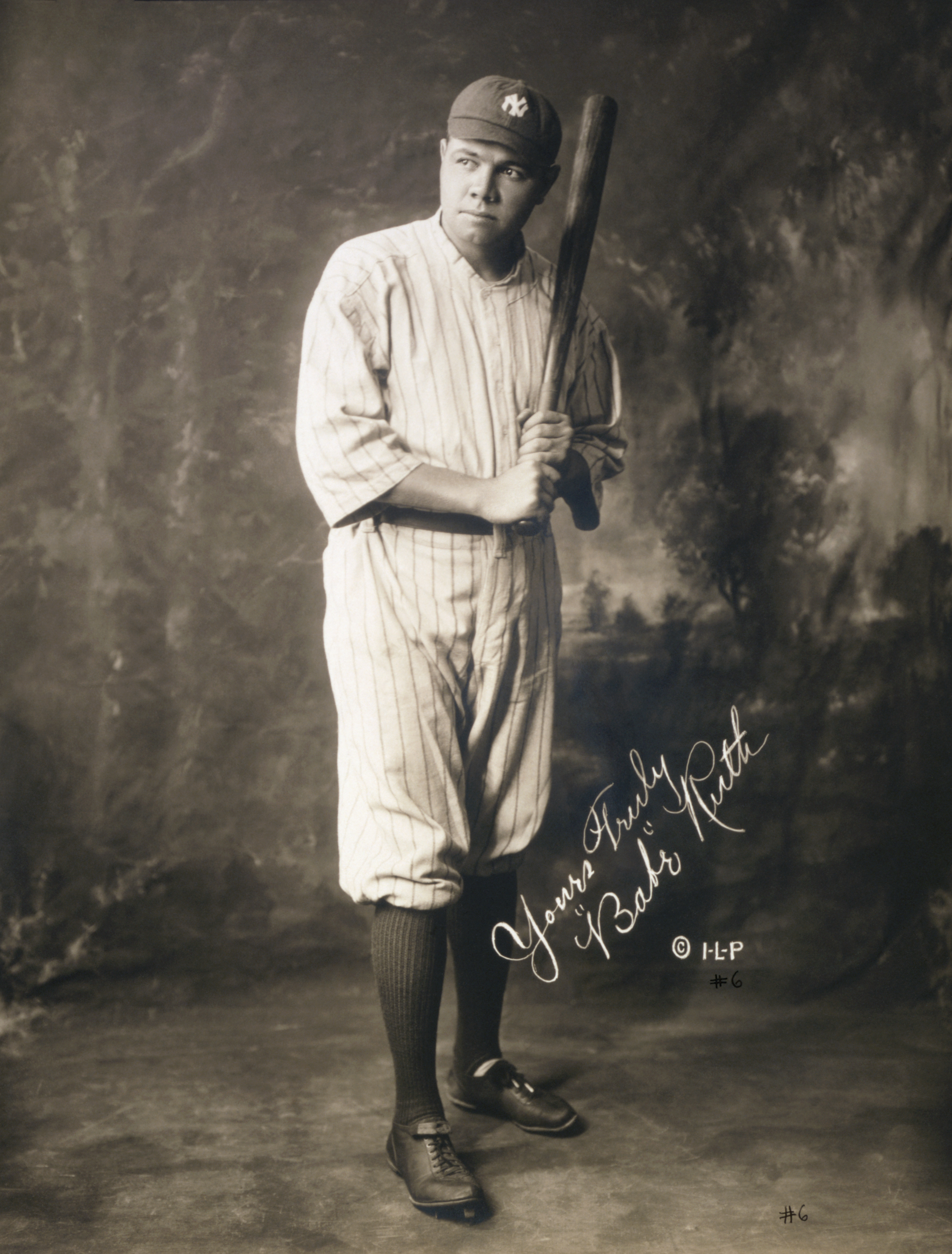
Babe Ruth (1895–1948)

- Rüth, Bernhard (* 1955), deutscher Historiker, Archivar, Kulturmanager, Ausstellungskurator und Publizist
- Rüth, Berthold (* 1958), deutscher Politiker (CSU), MdL
- Ruth, Earl B. (1916–1989), US-amerikanischer Politiker (Republikanische Partei)
- Ruth, Elizabeth, US-amerikanische Forscherpilotin
- Ruth, Emil (1809–1869), deutscher Romanist und Italianist
- Rüth, Fabian (* 2001), deutscher Fußballspieler
- Ruth, Friedrich (1927–2016), deutscher Diplomat
- Rüth, Fritz (1905–1986), deutscher Beamter
- Rüth, Georg (1880–1945), deutscher Bauingenieur und Hochschullehrer

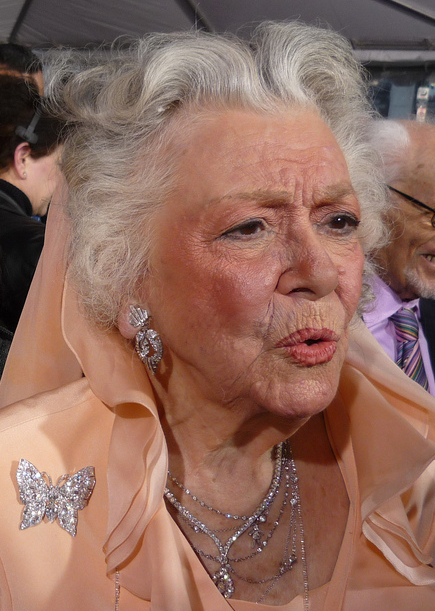
Ann Rutherford (1917–2012)

- Ruth, Gregory (* 1939), US-amerikanischer Ringer
- Ruth, Heinrich (1815–1882), Bürgermeister und Abgeordneter
- Rüth, Heinrich (1913–2006), deutscher Geistlicher und der erste Bischof von Cruzeiro do Sul
- Ruth, Isabel (* 1940), portugiesische Schauspielerin
- Ruth, Janna (* 1986), deutsche Autorin und Übersetzerin
- Rüth, Johann (1899–1978), deutscher Priester, Apostolischer Vikar von Mittelnorwegen
- Ruth, Johann Conrad (1833–1908), Bürgermeister, Mitglied des Provinziallandtages der Provinz Hessen-Nassau
- Ruth, Johann Peter (1769–1845), deutscher Jurist und Mitglied der kurhessischen Ständeversammlung
- Ruth, Karl (* 1907), deutscher Widerstandskämpfer in der Zeit des Nationalsozialismus
- Ruth, Lewis (* 1889), deutscher Dirigent, Musiker und Bandleader
- Ruth, Mac (* 1967), US-amerikanischer Tonmischer
- Ruth, Maximilian (1802–1873), deutscher Jurist
- Ruth, Maximilian (* 1994), deutscher Leichtathlet
- Rüth, Michael (1938–2024), deutscher Synchronsprecher und Schauspieler
- Ruth, Michael (* 2002), schottischer Fußballspieler
- Ruth, Nancy (* 1942), kanadische Politikerin
- Ruth, Nancy (* 1966), kanadisch-spanische Jazzmusikerin (Gesang, Komposition)
- Rüth, Reimund (1899–1973), deutscher Landrat
- Ruth, Rudolf (1888–1942), deutscher Rechtshistoriker und Hochschullehrer
- Ruth, Thomas Del (* 1942), US-amerikanischer Kameramann
- Rüth, Uwe (* 1942), deutscher Kunsthistoriker
- Ruth, Volker (1932–2009), deutscher Metallphysiker
- Rutha, Erich (1905–1980), deutscher KPD- und SED-Funktionär, Widerstandskämpfer
- Rutha, Heinz (1897–1937), sudetendeutscher Politiker
- Ruthard, Graf in Alemannien
- Ruthard († 1074), Abt von Corvey und Hersfeld
- Ruthard († 1109), Erzbischof von Mainz
- Ruthard von Straßburg († 950), Bischof von Straßburg
- Ruthardt, Adolf (1849–1934), deutscher Pianist und Komponist
- Ruthardt, Christiane (1804–1845), deutsche Mörderin
- Ruthardt, Konrad (1906–1973), deutscher Physiker
- Ruthe, Hermann (1903–1973), deutscher tierärztlicher Hochschullehrer
- Ruthe, Johann Friedrich (1788–1859), deutscher Botaniker und Entomologe
- Ruthe, Kurt (1894–1980), deutscher Pädagoge und Polarforscher
- Ruthe, Ralph (* 1972), deutscher ComiczeichnerRalph Ruthe (* 1972)

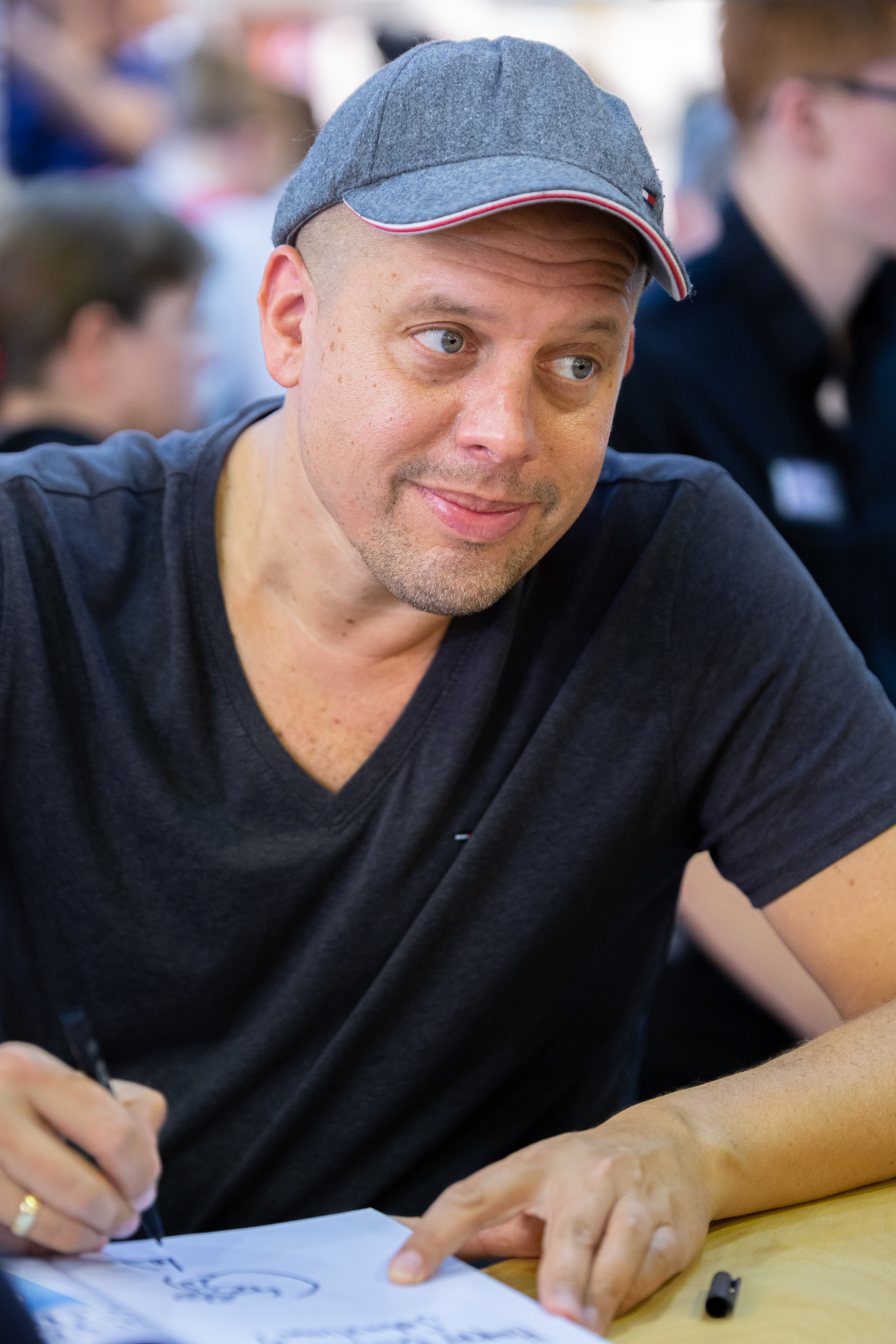
Ralph Ruthe (* 1972)

- Ruthe, Reinhold (1927–2023), deutscher evangelischer Theologe, CVJM-Sekretär, Berater, Psychotherapeut und Autor von Ratgeberliteratur mit psychologischem Schwerpunkt
- Ruthe, Thorsten (* 1983), deutscher American-Football-Spieler
- Ruthe, Wilhelm (1865–1954), deutscher Weinhändler
- Rüthemann, Ivo (* 1976), Schweizer Eishockeyspieler
- Ruthemeyer, Eckhard (* 1960), deutscher Politiker (CDU), Bürgermeister von Soest
- Ruthen, Rudolf aus den (1913–1990), deutscher Politiker (NSDAP, DP), MdBB
- Ruthenbeck, Reiner (1937–2016), deutscher Bildhauer und Konzeptkünstler
- Ruthenbeck, Stefan (* 1972), deutscher FußballtrainerStefan Ruthenbeck (* 1972)

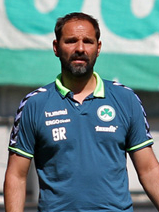
Stefan Ruthenbeck (* 1972)

- Ruthenberg, Charles (1882–1927), Gründer der Kommunistischen Partei der USA
- Ruthenberg, Dieter (* 1939), deutscher Radrennfahrer
- Ruthenberg, Eckehart (1943–2011), deutscher Designer
- Ruthenberg, Hans-Hartwig (1928–1980), deutscher Agrarwissenschaftler
- Ruthenberg, Otto (1936–2022), deutscher Komponist, Dirigent und Chorleiter
- Ruthenberg, Pinchas (1879–1942), russischer Ingenieur und Unternehmer, zionistischer Pionier
- Ruthenberg, Sebastian (* 1984), deutscher E-Sportler und Pokerspieler
- Ruthenberg, Silke (* 1967), deutsche Autorin und Tierrechtsaktivistin
- Ruthenberg, Vera-Maria (1920–2009), deutsche Kunsthistorikerin und Direktorin der Nationalgalerie Berlin
- Ruthenberg, Willy (1888–1960), deutscher Politiker
- Rüther, Andreas (* 1963), deutscher Historiker
- Rüther, Anton (* 1951), deutscher Fußballspieler
- Rüther, Christoph (* 1965), deutscher Politiker (CDU), Bürgermeister und Landrat
- Rüther, Eckart (* 1940), deutscher Psychiater
- Rüther, Eduard (1871–1941), deutscher Historiker und Gymnasiallehrer
- Rüther, Ferdinand (1926–2022), deutscher Biologiedidaktiker und Hochschullehrer
- Rüther, Günther (* 1948), deutscher Politikwissenschaftler und Publizist
- Rüther, Hans (* 1909), deutscher Agrarwissenschaftler, Hochschullehrer und Parteifunktionär in der DDR
- Rüther, Heinrich (1866–1954), deutscher lutherischer Geistlicher und Heimatforscher
- Rüther, Hubert (1886–1945), deutscher Grafiker und Maler
- Ruther, Jonas (* 1987), Schweizer Jazzmusiker (Schlagzeug, Komposition)
- Rüther, Josef (1881–1972), Heimatforscher und linkskatholischer Publizist
- Rüther, Karl (* 1885), deutscher Jurist, Landgerichtspräsident in Bremen
- Rüther, Kirsten (* 1966), deutsche Historikerin und Afrikawissenschaftlerin
- Rüther, Norbert (* 1950), deutscher Politiker (SPD), MdL
- Rüther, Sonja (* 1975), deutsche Buchautorin, Malerin und Illustratorin
- Rüther, Tobias (* 1973), deutscher Journalist und Autor
- Rüther, Ulrich (* 1968), deutscher Versicherungsmanager
- Ruther, Wyatt (1923–1999), US-amerikanischer Jazzbassist
- Rüther-Rabinowicz, Irena (1900–1979), deutsche Malerin
- Rutherfoord, John (1792–1866), US-amerikanischer Politiker
- Rutherford, Albert G. (1879–1941), US-amerikanischer Politiker
- Rutherford, Alexander Cameron (1857–1941), kanadischer Politiker
- Rutherford, Andrew, 1. Earl of Teviot († 1664), schottischer Heeresoffizier
- Rutherford, Ann (1917–2012), US-amerikanische FilmschauspielerinAnn Rutherford (1917–2012)
- Rutherford, Bill (* 1939), US-amerikanischer Offizier, Jurist und Politiker (Republikanische Partei)
- Rutherford, Boyd (* 1957), US-amerikanischer Politiker
- Rutherford, Camilla (* 1976), britische Schauspielerin
- Rutherford, Daniel (1749–1819), schottischer Chemiker
- Rutherford, Daniel Edwin (1906–1966), britischer Mathematiker
- Rutherford, David (* 1987), kanadischer Eishockeyspieler
- Rutherford, Ernest (1871–1937), neuseeländischer Atomphysiker, Nobelpreisträger für ChemieErnest Rutherford (1871–1937)

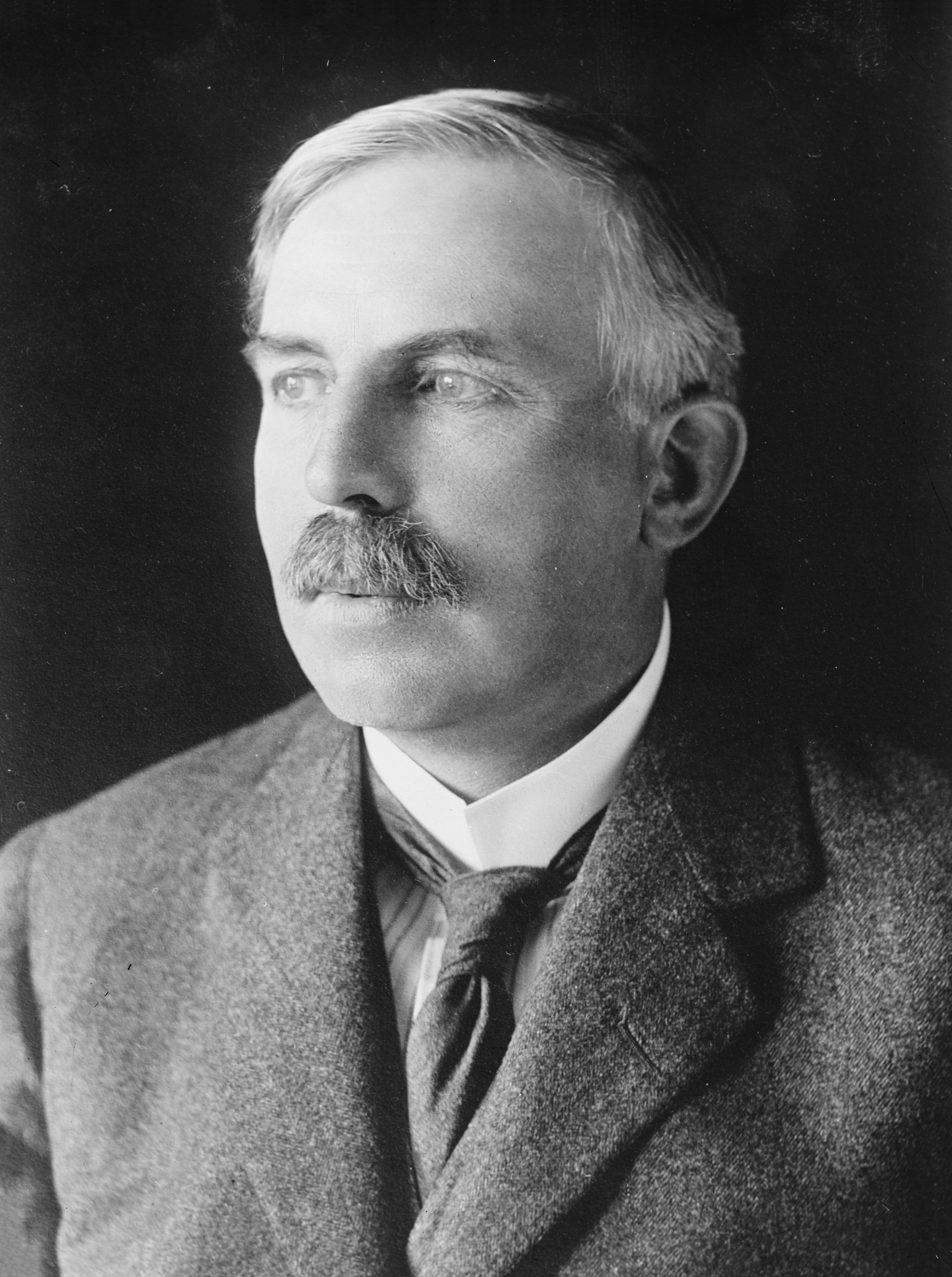
Ernest Rutherford (1871–1937)

- Rutherford, Frank (* 1964), bahamaischer Dreispringer
- Rutherford, Greg (* 1986), britischer Leichtathlet und Bobfahrer
- Rutherford, Hamish (* 1989), neuseeländischer Cricketspieler
- Rutherford, Henry Christian (1911–1991), Autor
- Rutherford, Ian (* 1959), britischer Gräzist
- Rutherford, J. T. (1921–2006), US-amerikanischer Politiker
- Rutherford, James (* 1972), englischer Opernsänger (Bariton)
- Rutherford, Jeremiah (* 1982), nauruischer Gewichtheber
- Rutherford, Jim (1894–1924), englischer Fußballspieler
- Rutherford, Jim (* 1949), kanadischer Eishockeyspieler
- Rutherford, Jock (1884–1963), englischer Fußballspieler und -trainer
- Rutherford, John, US-amerikanischer Unternehmer, Filmregisseur und Filmproduzent
- Rutherford, John (1695–1779), schottischer Mediziner und Vater von Daniel Rutherford, sowie Großvater von Walter Scott
- Rutherford, John (* 1952), US-amerikanischer Politiker der Republikanischen Partei
- Rutherford, Johnny (* 1938), US-amerikanischer Rennfahrer
- Rutherford, Jonathan (* 1956), britischer Kulturwissenschaftler
- Rutherford, Joseph Franklin (1869–1942), Präsident der Watch Tower Bible And Tract Society of Pennsylvania
- Rutherford, Kelly (* 1968), US-amerikanische Schauspielerin
- Rutherford, Margaret (1892–1972), britische SchauspielerinMargaret Rutherford (1892–1972)

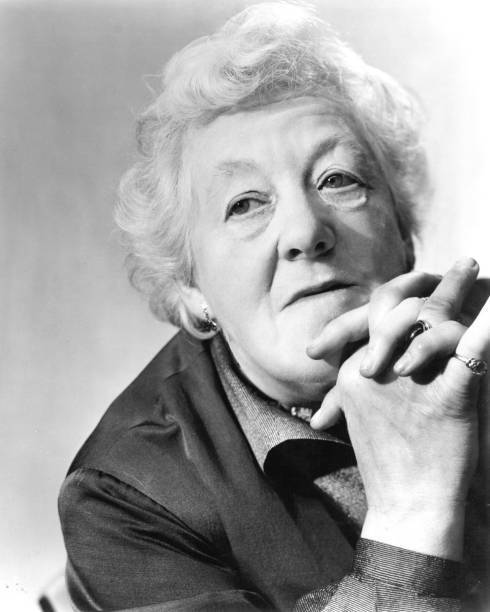
Margaret Rutherford (1892–1972)

- Rutherford, Mike (* 1950), britischer Musiker, Bassist und Gitarrist
- Rutherford, Mildred Lewis (1851–1928), US-amerikanische Pädagogin, Autorin und Anhängerin der White Supremacy
- Rutherford, Monica (1944–2024), britische Gerätturnerin
- Rutherford, Paul (1940–2007), britischer Posaunist
- Rutherford, Paul (* 1959), britischer Popsänger
- Rutherford, Robert (1728–1803), US-amerikanischer Politiker
- Rutherford, Robert L. (1938–2013), US-amerikanischer Militärpilot und General der United States Air Force (USAF)
- Rutherford, Rudy (1924–1995), US-amerikanischer Jazzmusiker
- Rutherford, Samuel (1870–1932), US-amerikanischer Politiker
- Rutherford, Sherfane (* 1998), Cricketspieler der West Indies
- Rutherford, Walter (1857–1913), schottischer Golfer
- Rutherford, William Gunion (1853–1907), schottischer Klassischer Philologe
- Rutherford, Zara (* 2002), belgisch-britische Pilotin
- Rutherfurd, Edward (* 1948), britischer Schriftsteller
- Rutherfurd, John (1760–1840), US-amerikanischer Politiker
- Rutherfurd, Lewis Morris (1816–1892), US-amerikanischer Astrophysiker
- Rüthers, Bernd (1930–2023), deutscher Rechtswissenschaftler
- Rüthers, Monica (* 1963), Schweizer Historikerin
- Rüthers-Seeli, Tresa (* 1931), Schweizer Lyrikerin
- Rutherston, Albert (1881–1953), britischer Maler, Grafiker, Illustrator und Bühnenbildner
- Ruthig, Josef (* 1965), deutscher Rechtswissenschaftler
- Ruthig, Joseph Maria (1874–1958), deutscher Minoritenpater, Guardian, Provinzial und Geistlicher Rat
- Rüthing, Heinrich (1937–2017), deutscher Historiker
- Rüthlein, Maximilian, deutscher Schauspieler
- Rüthling, Hermann Friedrich (* 1758), deutscher Theaterschauspieler und Dramaturg
- Ruthner, Anton von (1817–1897), österreichischer Alpinpionier, Alpenforscher und SchriftstellerAnton von Ruthner (1817–1897)

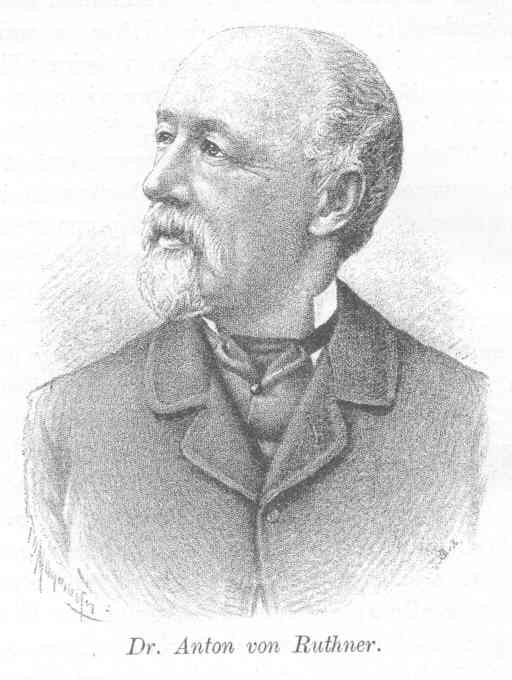
Anton von Ruthner (1817–1897)

- Ruthner, Othmar (1912–1991), österreichischer Ingenieur und Unternehmer
- Rüthnick, Richard (1881–1951), deutscher Pädagoge und völkischer Aktivist
- Rüthnick, Rudolf (* 1928), deutscher Politiker (SED), Generalforstmeister der DDR
- Rüthning, Gustav (1854–1944), deutscher Gymnasiallehrer
- Ruthofer, Kurt (* 1943), österreichischer Politiker (FPÖ), Abgeordneter zum Nationalrat
- Rüthrich, Susann (* 1977), deutsche Politikerin (SPD), MdB
- Ruths, Amelie (1871–1956), deutsche Malerin und Grafikerin
- Ruths, Christoph (1851–1922), deutscher Schriftsteller, Psychologe und Astronom
- Ruths, Heinrich (1869–1935), deutscher Diplomlandwirt
- Ruths, Kurt (1927–1997), deutscher Chemiker und Unternehmer
- Ruths, Valentin (1825–1905), deutscher Maler
- Ruthven, Grey, 2. Earl of Gowrie (1939–2021), britischer Politiker und Kunsthistoriker
- Ruthven, Malise (* 1942), britischer Autor und Islamexperte
- Ruthven, Michelle (* 1967), kanadische Skirennläuferin
- Rüthy, Albert Emil (1901–1980), Schweizer christkatholischer Geistlicher und Professor an der Universität Bern

### Ruti
- Rutil, Kimberley (* 1996), französisch-kongolesische Handballspielerin
- Rutil[…], antiker römischer Toreut
- Rutilius Claudius Namatianus, spätantiker römischer Dichter
- Rutilius Fabianus, Publius, römischer Konsul 135
- Rutilius Gallicus, Gaius, römischer Senator
- Rutilius Honoratus, Gaius, römischer Offizier
- Rutilius Lupus, Publius, römischer Rhetor
- Rutilius Lupus, Publius († 90 v. Chr.), römischer Politiker, Konsul 90 v. Chr.
- Rutilius Lupus, Publius, römischer Politiker
- Rutilius Maximus, römischer Jurist
- Rutilius Propinquus, Lucius, römischer Suffektkonsul (120)
- Rutilius Ravonianus, Lucius, römischer Offizier (Kaiserzeit)
- Rutilius Rufus, Publius († 78 v. Chr.), römischer Politiker und Jurist, Konsul 105 v. Chr.
- Rutilius Varus, Titus, römischer Ritter (Kaiserzeit)
- Rutilius, Martin (1550–1618), deutscher Pfarrer und Dichter von Kirchenliedern
- Rütimann, Christoph (* 1955), Schweizer Künstler
- Rütimann, Stefan (* 1978), Schweizer Radrennfahrer
- Rütimeyer, Leopold (1856–1932), Schweizer Mediziner, Ethnograf und Hochschullehrer, Professor an der Universität Basel
- Rütimeyer, Ludwig (1825–1895), Schweizer Zoologe, Geologe, Anatom und Paläontologe
- Rütiner, Johannes (1501–1556), Schweizer Kaufmann, Politiker, Chronist und Kopist
- Rutini, Giovanni Marco (1723–1797), italienischer Komponist
- Rutishauser, Christian (* 1965), Schweizer JesuitChristian Rutishauser (* 1965)

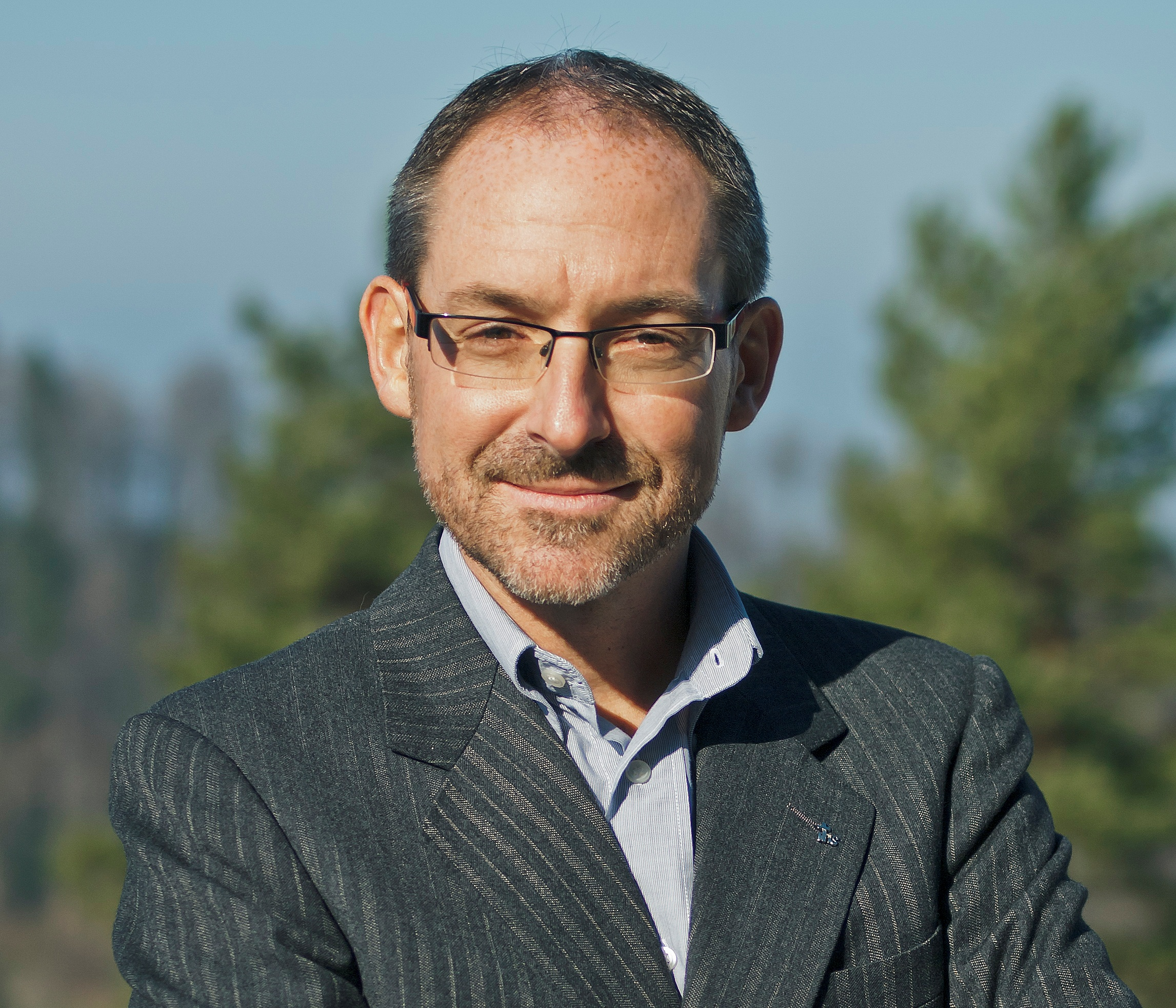
Christian Rutishauser (* 1965)

- Rutishauser, Eliane (* 1963), Schweizer Fotografin und Künstlerin
- Rutishauser, Franziska (* 1962), Schweizer Künstlerin
- Rutishauser, Hanna (* 1950), Schweizer Schriftstellerin
- Rutishauser, Heinz (1918–1970), Schweizer Mathematiker
- Rutishauser, Isabel (* 2003), Schweizer Fussballspielerin
- Rutishauser, Wilhelm (* 1931), Schweizer Kardiologe und ehemaliger Hochschullehrer

### Rutj
- Rutjes, Graeme (* 1960), niederländischer Fußballspieler
- Rütjes, Heinrich Gisbert (1811–1886), deutscher Priester und Politiker

### Rutk
- Rutkauskas, Ričardas, litauischer Fußballspieler
- Rutkelytė, Rūta (* 1960), litauische Unternehmerin, Politikerin und Hochschullehrerin
- Rutkiewicz, Marek (* 1981), polnischer Radrennfahrer
- Rutkiewicz, Sylwia (* 1973), polnische Badmintonspielerin
- Rutkiewicz, Wanda (1943–1992), polnische BergsteigerinWanda Rutkiewicz (1943–1992)

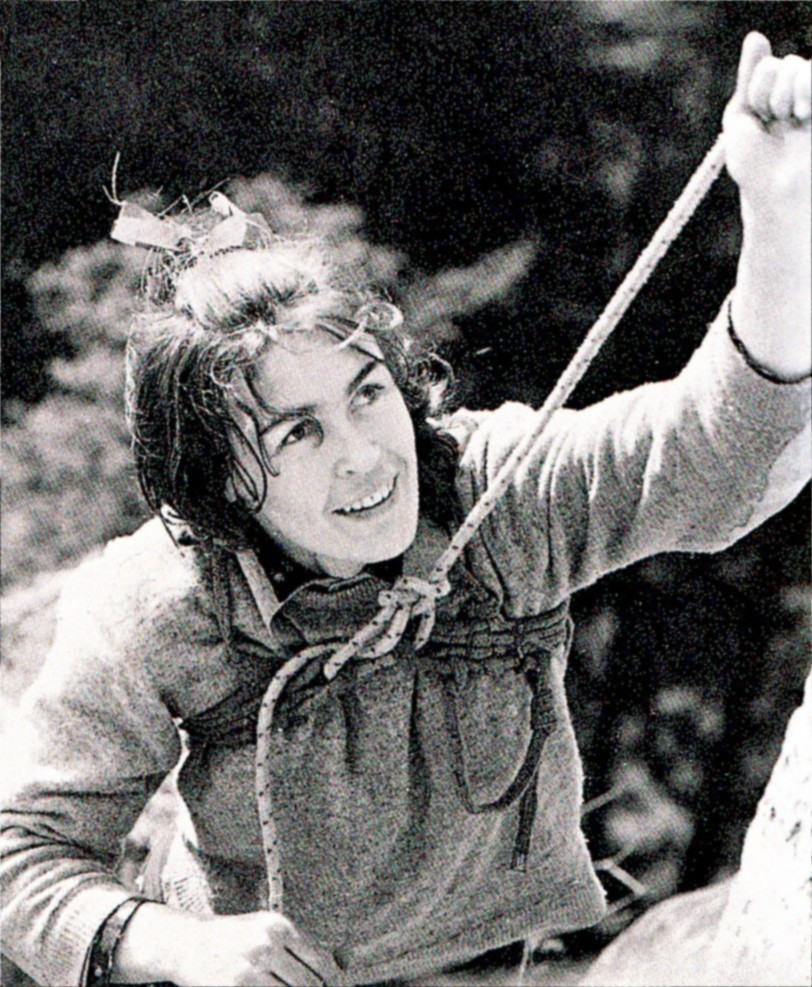
Wanda Rutkiewicz (1943–1992)

- Rutkowska, Dorota (* 1962), polnische Politikerin, Mitglied des Sejm
- Rutkowska, Joanna, polnische Hackerin und Spezialistin für Computersicherheit
- Rutkowski, Adam (1912–1987), polnischer Wissenschaftler jüdischer Abstammung und Holocaust-Forscher
- Rutkowski, Arnold, polnischer Tenor
- Rutkowski, Arnold von (1865–1919), deutsch-baltischer Geistlicher
- Rutkowski, Bronisław (1898–1964), polnischer Organist, Musikpädagoge und -wissenschaftler
- Rutkowski, Josefine (* 1989), deutsche Triathletin
- Rutkowski, Leonid Wassiljewitsch (1859–1920), russischer Logiker und Logikhistoriker
- Rutkowski, Łukasz (* 1988), polnischer Skispringer
- Rutkowski, Maciej (* 2002), deutsch-polnischer Eishockeyspieler
- Rutkowski, Mateusz (1986–2024), polnischer Skispringer
- Rutkowski, Tadeusz (* 1951), polnischer Gewichtheber

### Rutl
- Rutland, Harold Fred (1900–1977), britischer Musikkritiker, Musikschriftsteller und Pianist
- Rutland, Suzanne Dorothy (* 1946), australische Judaistin, Professorin für Hebräische, Biblische und Jüdische Studien
- Rutlauka, Sabine (* 2002), lettische Tennisspielerin
- Rutledge, Ben (* 1980), kanadischer Ruderer
- Rutledge, Edward (1749–1800), britisch-amerikanischer Politiker und Unterzeichner der Unabhängigkeitserklärung der Vereinigten Staaten
- Rutledge, Jodi (* 1962), kanadisches Model
- Rutledge, John (1739–1800), US-amerikanischer Politiker und Oberster Richter der Vereinigten Staaten
- Rutledge, John junior (1766–1819), US-amerikanischer Politiker
- Rutledge, Kimi (* 1998), US-amerikanisch-japanische Schauspielerin
- Rutledge, Philip C. (1906–1990), US-amerikanischer Geotechniker
- Rutledge, Robert R. (1948–2001), US-amerikanischer Tontechniker
- Rutledge, Wiley Blount (1894–1949), US-amerikanischer Richter
- Rutlidge, Jean-Jacques (1742–1794), französischer Schriftsteller und Journalist
- Rütlinger, Johann Jakob (* 1790), Schweizer Lehrer, Schriftsteller und Auswanderer

### Rutm
- Rutman, Robert (1931–2021), deutsch-US-amerikanischer bildender Künstler, Musiker und Komponist

### Rutn
- Rutnicki, Jakub (* 1978), polnischer Politiker, Mitglied des Sejm

### Ruto
- Ruto, Evans Kipkosgei (* 1984), kenianischer Marathonläufer
- Ruto, Patrick (* 1986), kenianischer Badmintonspieler
- Ruto, Paul (* 1960), kenianischer Mittelstreckenläufer
- Ruto, William (* 1966), kenianischer PolitikerWilliam Ruto (* 1966)

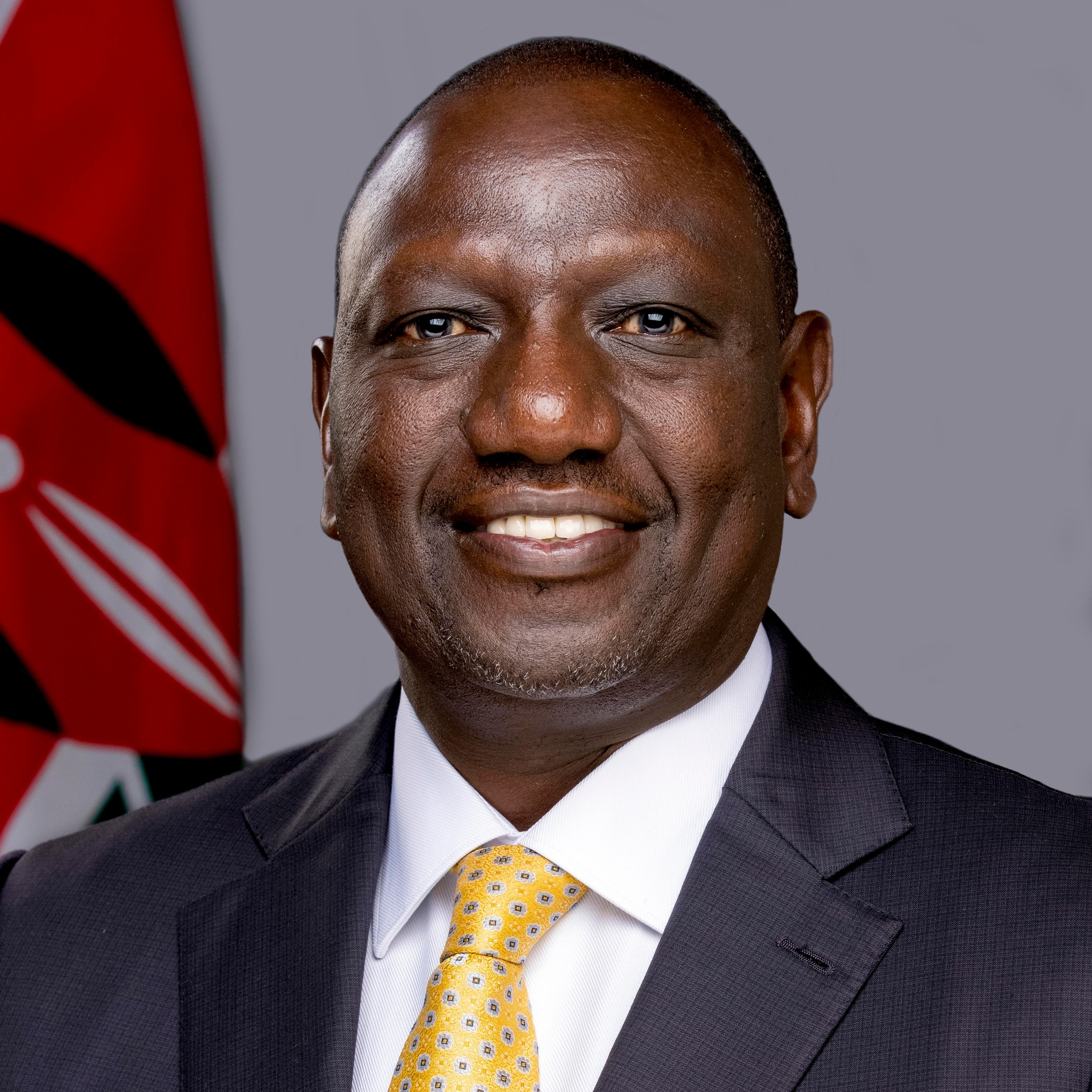
William Ruto (* 1966)

- Rutöd, Robert (* 1959), österreichischer Fotograf und Filmemacher
- Rutowski, Friedrich August (1702–1764), kursächsischer Feldmarschall

### Rutp
- Rutpert III., Graf im Wormsgau
- Rutphasut Sukchart (* 1997), thailändischer Fußballspieler

### Rutr
- Rutra, Arthur Ernst (1892–1942), österreichischer expressionistischer Dramatiker, Schriftsteller, Journalist, Lektor und Übersetzer

### Ruts
- Rutsch, Alexander (1916–1997), österreichischer Porträtmaler und -zeichner
- Rutsch, Dieter (* 1934), deutscher Leiter der Fachschule (ab 1981 Institut) der Zollverwaltung der DDR
- Rutsch, Jonas (* 1998), deutscher RadrennfahrerJonas Rutsch (* 1998)

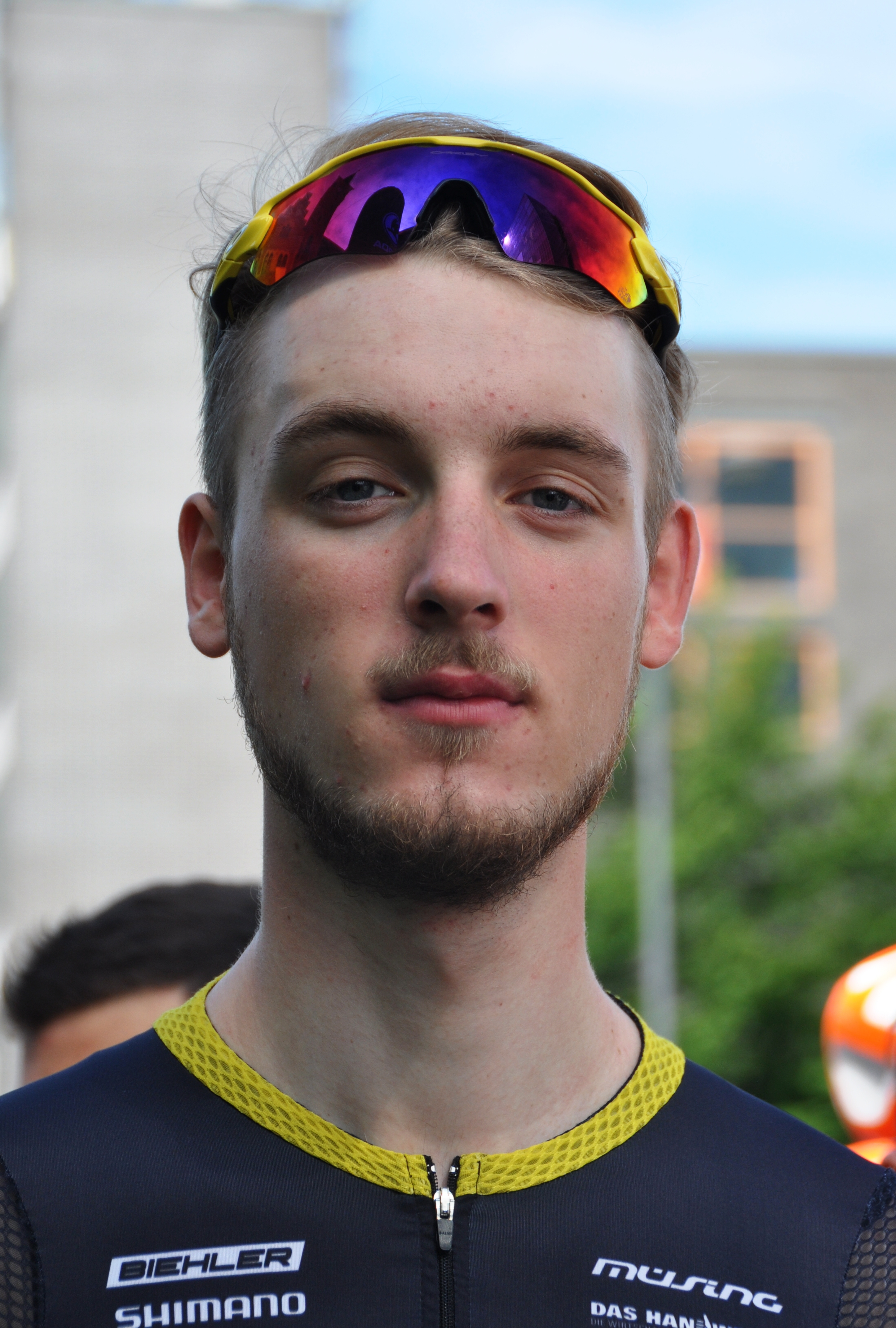
Jonas Rutsch (* 1998)

- Rutsch, Marvin (* 1998), deutscher American-Football-Spieler
- Rutsch, Willy (1904–1989), deutscher Politiker (CDU), MdL, thüringischer Minister für Handel und Versorgung
- Rütsche, Bernhard (* 1970), Schweizer Rechtswissenschafter
- Rütsche, Claudia, Schweizer Paläontologin und Historikerin
- Rutschke, Herbert (1905–1978), deutscher Politiker (KPD/SED), Widerstandskämpfer und Gewerkschafter (FDGB)
- Rutschke, Wolfgang (1919–1996), deutscher Jurist, Verwaltungsbeamter und Politiker (FDP/DVP), MdB
- Rutschky, Katharina (1941–2010), deutsche Publizistin
- Rutschky, Michael (1943–2018), deutscher Schriftsteller
- Rutschmann, Bastian (* 1982), deutscher Handballtorwart
- Rutschmann, Ernst (* 1948), Schweizer Fussballspieler
- Rutschmann, Gustav Adolph von (1793–1845), deutscher Ministerialbeamter und Direktor der Vereinigten Forsten und Bergwerke in Baden
- Rutschmann, Hans (* 1947), Schweizer Politiker (SVP)
- Rutschmann, René (* 1941), Schweizer Radsportler
- Rutschow-Stomporowski, Katrin (* 1975), deutsche Ruderin und Olympiasiegerin
- Rutstein, Sonia, US-amerikanische Künstlerin

### Rutt
- Rutt, Richard (1925–2011), britischer anglikanischer Bischof, römisch-katholischer Geistlicher
- Rutt, Theodor (1911–2006), deutscher Pädagoge und Hochschullehrer
- Rütt, Walter (1883–1964), deutscher Radrennfahrer
- Rutta, Jan (* 1990), tschechischer Eishockeyspieler
- Ruttan, Susan (* 1950), US-amerikanische Schauspielerin
- Ruttan, Vernon (1924–2008), US-amerikanischer Ökonom
- Ruttant, Johann Eduard von (1737–1794), Generalmajor sowie Ritter des Maria-Theresia-Ordens
- Rütte, Albert von (1825–1903), Schweizer Biologe und Pfarrer
- Rutte, Erwin (1923–2007), deutscher Geologe und Paläontologe
- Rutté, Louis-Frédéric de (1829–1903), Schweizer Architekt
- Rutte, Mark (* 1967), niederländischer Politiker (VVD, Ministerpräsident 2010-)Mark Rutte (* 1967)

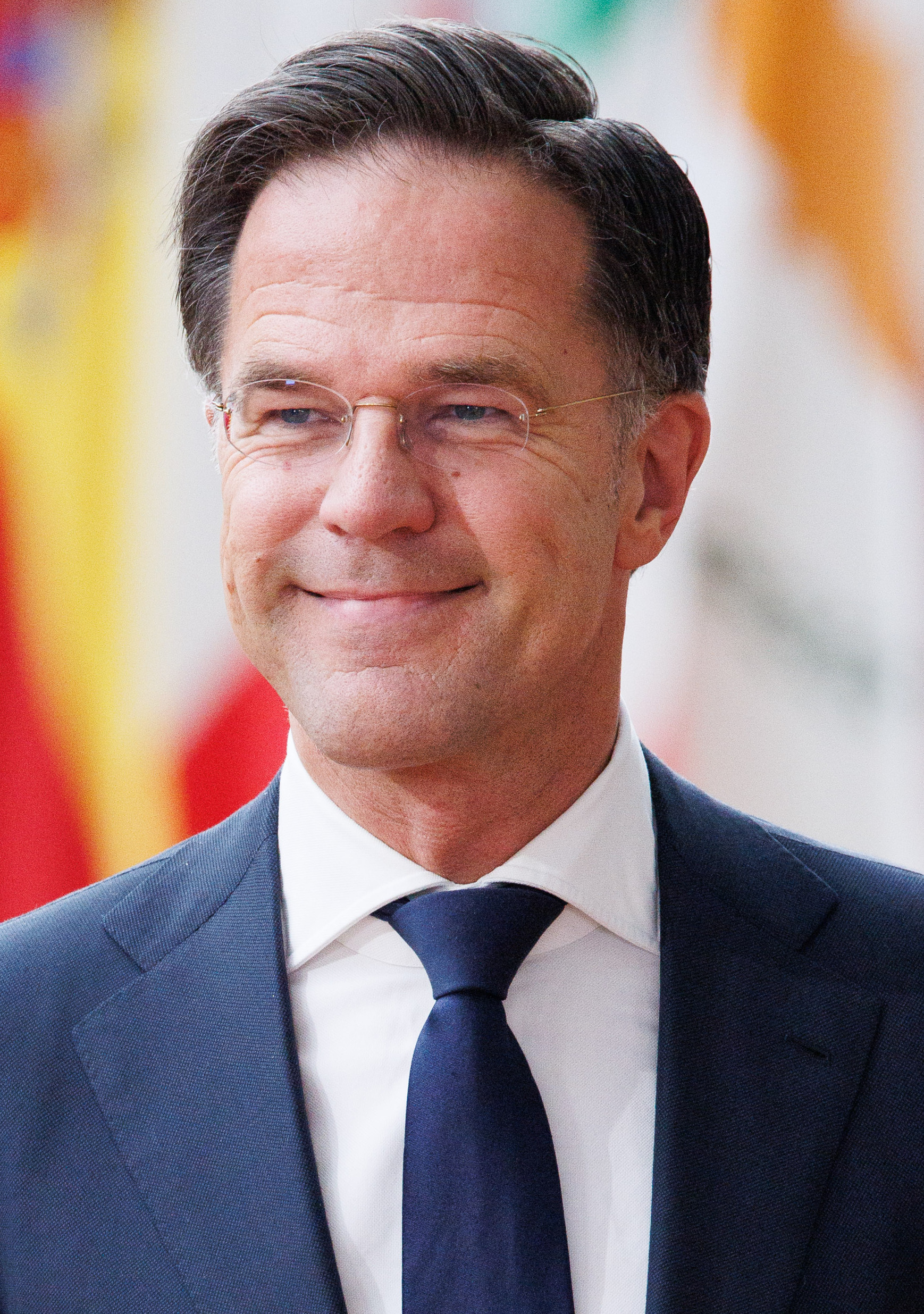
Mark Rutte (* 1967)

- Rutté, Théophile de (1826–1885), Schweizer Kaufmann und erster Honorarkonsul der Schweiz in Kalifornien
- Rüttel, Frederik Carl Peter (1859–1915), dänischer Missionar in Grönland
- Rütten, Alfred (* 1954), deutscher Sportwissenschaftler und Hochschullehrer
- Rutten, Bas (* 1965), niederländischer Free Fighter und TV-KommentatorBas Rutten (* 1965)

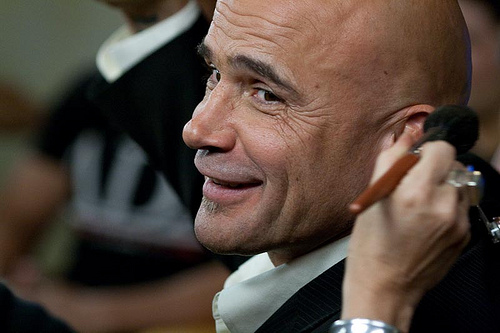
Bas Rutten (* 1965)

- Rütten, Bastian (* 1980), deutscher römisch-katholischer Theologe und Religionspädagoge
- Rütten, Felix (1881–1961), deutscher römisch-katholischer Priester, Historiker und Lehrer
- Rutten, Fred (* 1962), niederländischer Fußballspieler und -trainer
- Rütten, Friedrich (* 1885), deutscher Gewerkschafter und Politiker (Zentrum), MdL
- Rutten, Gwendolyn (* 1975), belgische Politikerin
- Rütten, Hans (* 1906), deutscher Tontechniker
- Rütten, Heinrich Martin (1901–1957), deutscher Verwaltungsjurist, Landrat des Kreises Bielefeld (1938–1944)
- Rütten, Joseph (1805–1878), deutscher Verleger und Mäzen
- Rütten, Klaus (* 1952), deutscher Fußballspieler
- Rutten, Louis (1889–1946), niederländischer Geologe und Paläontologe
- Rutten, Marguerite (1898–1984), französische Altorientalistin, Vorderasiatische Archäologin und Epigraphikerin
- Rutten, Martin-Hubert (1841–1927), belgischer Geistlicher, Bischof von Lüttich
- Rütten, Nils (* 1995), deutscher Fußballspieler
- Rütten, Peter (* 1962), deutscher Comedy-Autor und -Schauspieler
- Rutten, Theo (1899–1980), niederländischer Psychologe, Hochschullehrer und Politiker (KVP)
- Rütten, Thomas (* 1960), deutscher Arzt, Medizinhistoriker und Übersetzer
- Rütten, Wilhelm (* 1948), deutscher Rechtswissenschaftler
- Rüttenauer, Alban (* 1967), deutscher katholischer Theologe und Alttestamentler
- Rüttenauer, Andreas (* 1968), deutscher Journalist und Schriftsteller
- Rüttenauer, Benno (1855–1940), deutscher Lehrer, Schriftsteller und Übersetzer
- Rüttenauer, Isabella (1909–2007), deutsche Germanistin, Schriftstellerin und Erziehungswissenschaftlerin
- Ruttenberg, Harold (1942–2005), US-amerikanischer Unternehmer
- Ruttenberg, Joseph (1889–1983), US-amerikanischer Kameramann
- Ruttensteiner, Willibald (* 1962), österreichischer Fußballfunktionär
- Ruttenstock, Jakob III. (1776–1844), Theologe und der 56. Propst des Stiftes Klosterneuburg
- Ruttenstorfer, Wolfgang (* 1950), österreichischer Manager und Politiker, Generaldirektor der OMV
- Rutter, Amber (* 1997), britische Sportschützin
- Rutter, Ernest Henry (* 1946), britischer Geologe und Geophysiker
- Rutter, Georginio (* 2002), französischer Fußballspieler
- Rutter, John (* 1945), britischer Chorleiter und Komponist
- Rütter, Martin (* 1970), deutscher TierpsychologeMartin Rütter (* 1970)

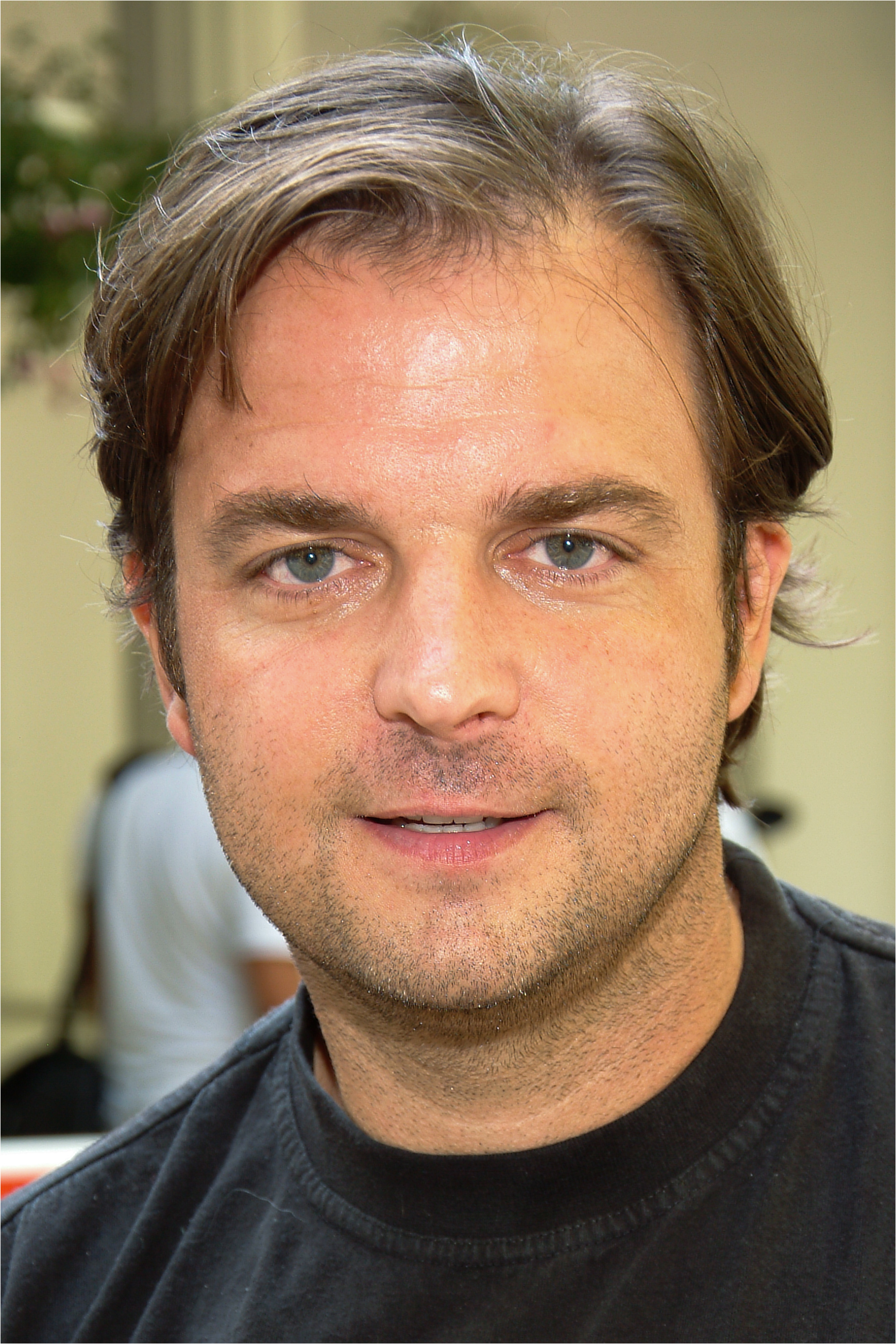
Martin Rütter (* 1970)

- Rutter, Martin (* 1983), österreichischer Aktivist und ehemaliger Landtagsabgeordneter (Team Kärnten)
- Rutter, Michael (1933–2021), britischer Entwicklungspsychologe
- Rutter, Michael (* 1972), britischer Motorradrennfahrer
- Rutter, Owen (1889–1944), britischer Historiker und Schriftsteller
- Rutter, Rolf Gerhard (* 1943), deutscher Politiker (Partei Rechtsstaatlicher Offensive), MdHB
- Rutter, Tony (1941–2020), britischer Motorradrennfahrer
- Rutter, Val (* 1954), britische Hochspringerin
- Rütter, Wilhelm (1812–1887), deutscher Orgelbauer
- Rutter, William J. (1928–2025), US-amerikanischer Biochemiker, Molekularbiologe und Biotechnologie-Unternehmer
- Rüttermann, Markus (* 1965), deutscher Japanologe
- Ruttershausen, Roger von (1727–1782), österreichischer Landrat, Bücherzensor, Beisitzer des k.k. Religionsconsesses, Mineraliensammler
- Ruttersheim, Else von (1880–1962), österreichische Schauspielerin
- Ruttersheim, Gisela von (1869–1944), österreichische Sopranistin
- Rüttger, Frank (* 1971), deutscher Politiker (CDU) und Bürgermeister
- Rüttger, Ignatz (1763–1842), deutscher Amtsverweser und Abgeordneter
- Rüttgeroth, Stefan (* 1981), deutscher Sportschütze
- Rüttgers, Jürgen (* 1951), deutscher Politiker (CDU), MdL, MdBJürgen Rüttgers (* 1951)

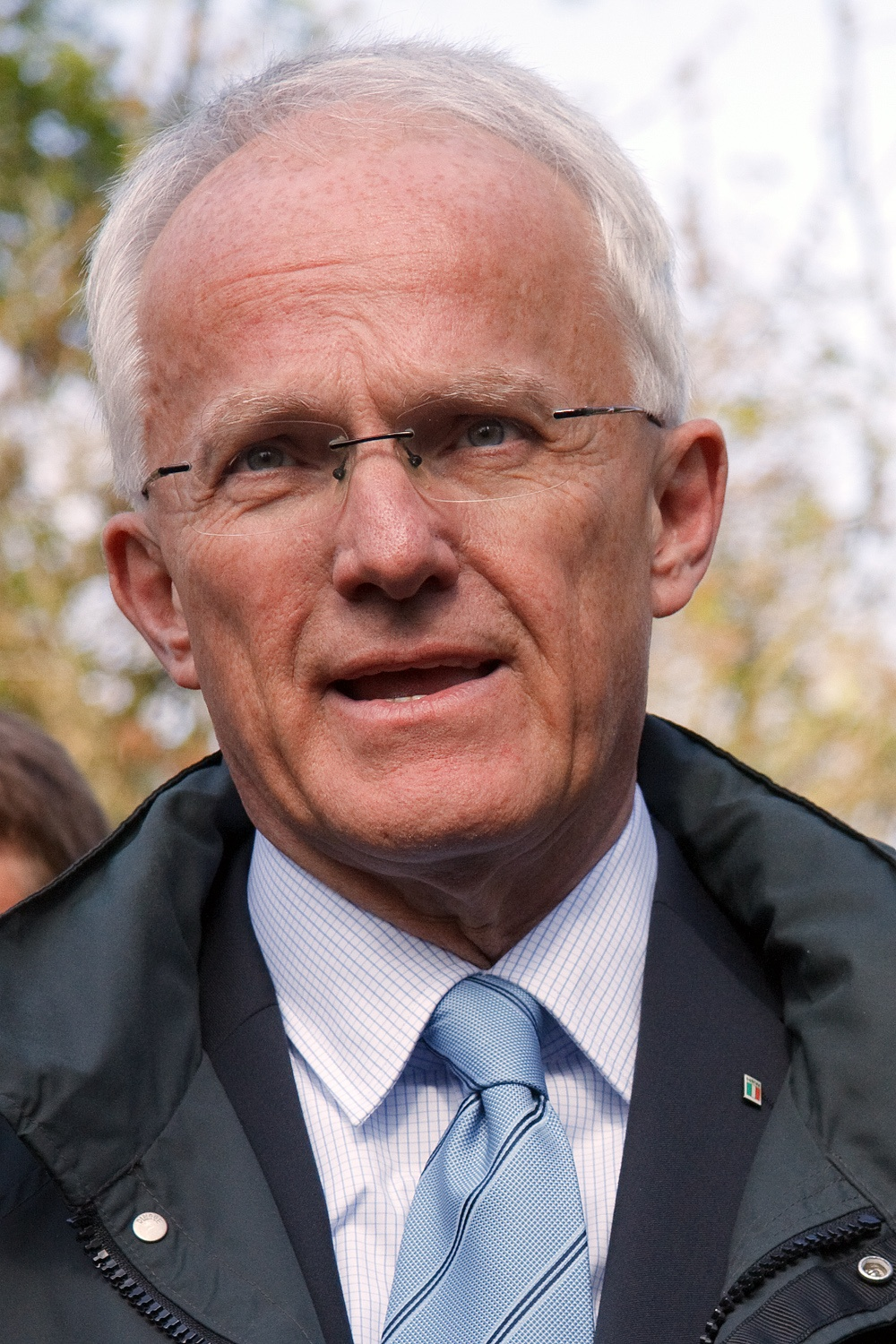
Jürgen Rüttgers (* 1951)

- Rüttgers, Philipp (* 1981), deutscher Jazzmusiker (Piano, Komposition)
- Rüttgers, Severin (1876–1938), deutscher Pädagogikdozent und Autor
- Rütti, Carl (* 1949), Schweizer Komponist
- Rüttiger, Alfred (1893–1952), deutscher Landrat
- Rüttimann, Albert (1925–2009), Schweizer Politiker und Nationalrat
- Rüttimann, Antonin (1710–1754), Bibliothekar des Klosters St. Gallen
- Rüttimann, Beat (1945–2025), Schweizer Medizinhistoriker
- Rüttimann, Beat Anton (* 1967), Schweizer Brückenbauer
- Rüttimann, Corin (* 1992), Schweizer Unihockeyspielerin
- Rüttimann, Eric (* 1992), Schweizer Leichtathlet
- Rüttimann, Johann Jakob (1813–1876), Schweizer Politiker, Ständerat
- Rüttimann, Maria Benedikta Magdalena (1764–1834), Schweizer Äbtissin der Benediktinerinnen
- Rüttimann, Niki (* 1962), Schweizer Radrennfahrer
- Rüttimann, Vinzenz (1769–1844), Schweizer Politiker
- Rüttimann-Meyer von Schauensee, Anna Maria (1772–1856), Schweizer Republikanerin und Salonnière
- Rütting, Barbara (1927–2020), deutsche Schauspielerin, Autorin und Politikerin (Bündnis 90/Die Grünen; V-Partei³)Barbara Rütting (1927–2020)

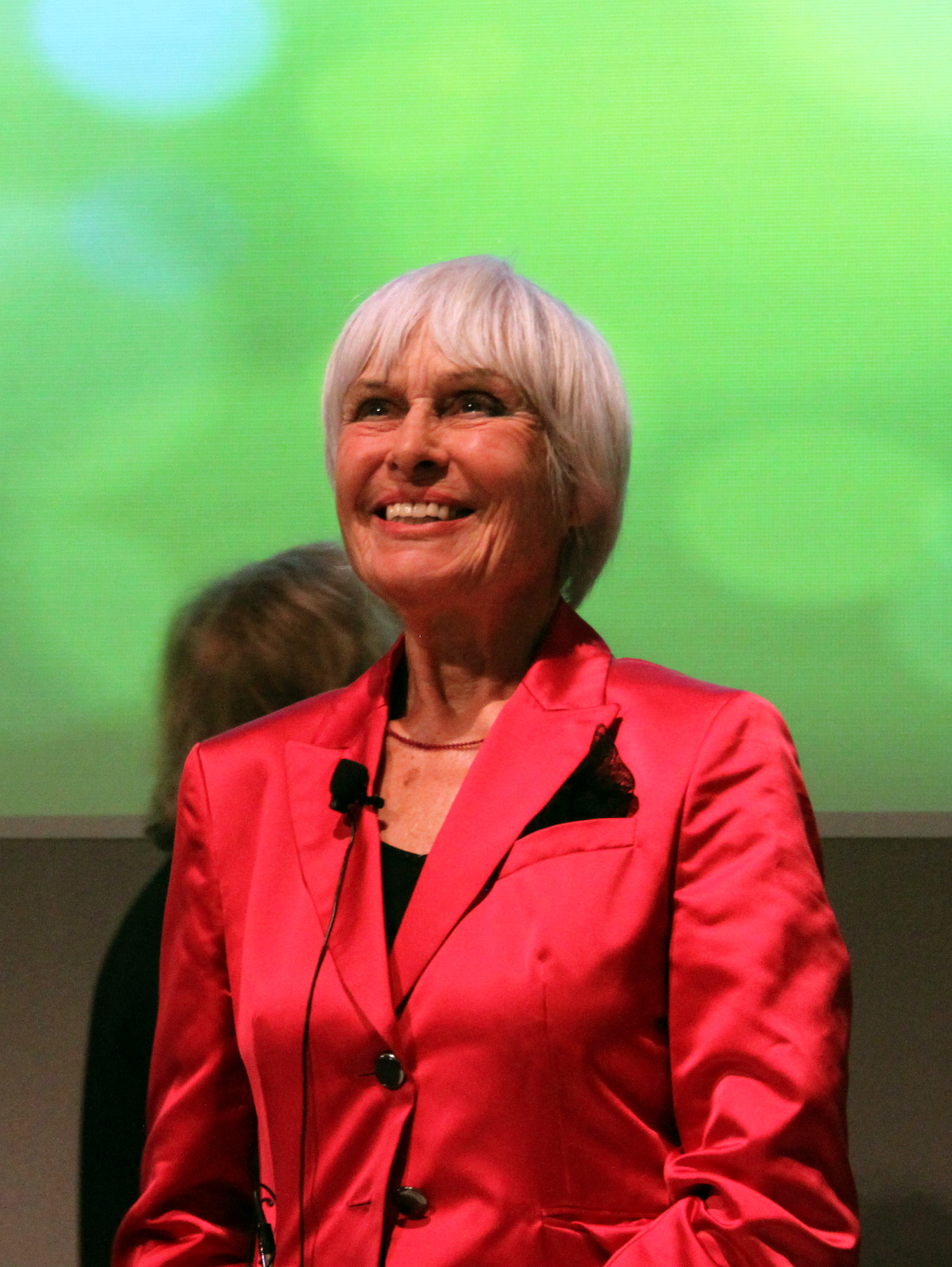
Barbara Rütting (1927–2020)

- Rüttinger, Johann (* 1947), deutscher Spieleautor, Grafiker und Unternehmer
- Rüttinger, Johann Caspar (1761–1830), Violinist, Organist und Musiklehrer
- Rüttinger, Joseph (1796–1864), badischer Beamter
- Rüttinger, Leon (* 1996), deutscher Schauspieler
- Ruttkai, Éva (1927–1986), ungarische Schauspielerin
- Ruttkay, Elisabeth (1926–2009), österreichische Archäologin
- Ruttke, Falk (1894–1955), deutscher Jurist und Rassenhygieniker während der Zeit des Nationalsozialismus
- Ruttkowski, Hella (1920–2008), deutsche Opernsängerin (Alt)
- Ruttkowski, Wolfgang Victor (* 1935), deutsch-amerikanischer Germanist und Kulturwissenschaftler
- Ruttkus, Werner (* 1943), deutscher Sportjournalist
- Ruttledge, Hugh (1884–1961), britischer Bergsteiger
- Ruttledge, Patrick (1892–1952), irischer Politiker (Sinn Féin und Fianna Fáil)
- Ruttloff, Frank (* 1972), deutscher Schauspieler
- Ruttloff, Heinz (1925–2023), deutscher Lebensmittelchemiker
- Ruttloff, Kathrin (* 1985), deutsche Rechtsanwältin und scripted-reality-Darstellerin
- Ruttman, Troy (1930–1997), US-amerikanischer Automobilrennfahrer
- Ruttmann, Irene (* 1933), deutsche Schriftstellerin
- Ruttmann, Josef (1922–2002), deutscher Politiker (SPD), MdL Bayern
- Ruttmann, Nils (* 1982), deutscher Basketballfunktionär
- Ruttmann, Paul (* 1985), österreichischer Ruderer und Triathlet
- Ruttmann, Rupert (1906–1987), österreichischer Pädagoge, Mundartdichter und Heimatforscher
- Ruttmann, Walter (1887–1941), deutscher Filmregisseur
- Ruttner, Anton (1911–2006), österreichischer Geologe
- Ruttner, Franz (1882–1961), österreichischer Limnologe
- Ruttner, Friedrich (1914–1998), österreichischer Neurologe, Zoologe und Bienenkundler
- Ruttner, Hans (1919–1979), österreichischer Bienenkundler
- Ruttner-Kolisko, Agnes (1911–1991), österreichische Zoologin
- Rutto, Barnabas (* 1977), kenianischer Marathonläufer
- Rutto, Evans (* 1978), kenianischer Marathonläufer
- Rutto, Stella (* 1996), kenianisch-rumänische Leichtathletin
- Rutty, Jacques (1849–1927), Schweizer Jurist und Politiker
- Rutty, John (1697–1775), englischer Mediziner, Chemiker und Naturforscher

### Ruty
- Ruty, Jean-Luc (* 1959), französischer Fußballspieler und -trainer

### Rutz
- Rutz, Albert (1846–1908), bayerischer Generalmajor
- Rutz, Andreas (* 1974), deutscher Historiker und Hochschullehrer
- Rutz, Emmanuel (* 1972), Schweizer Ordensgeistlicher, Benediktiner, Abt von Uznach
- Rutz, Gregor (* 1972), Schweizer Politiker (SVP) und UnternehmerGregor Rutz (* 1972)

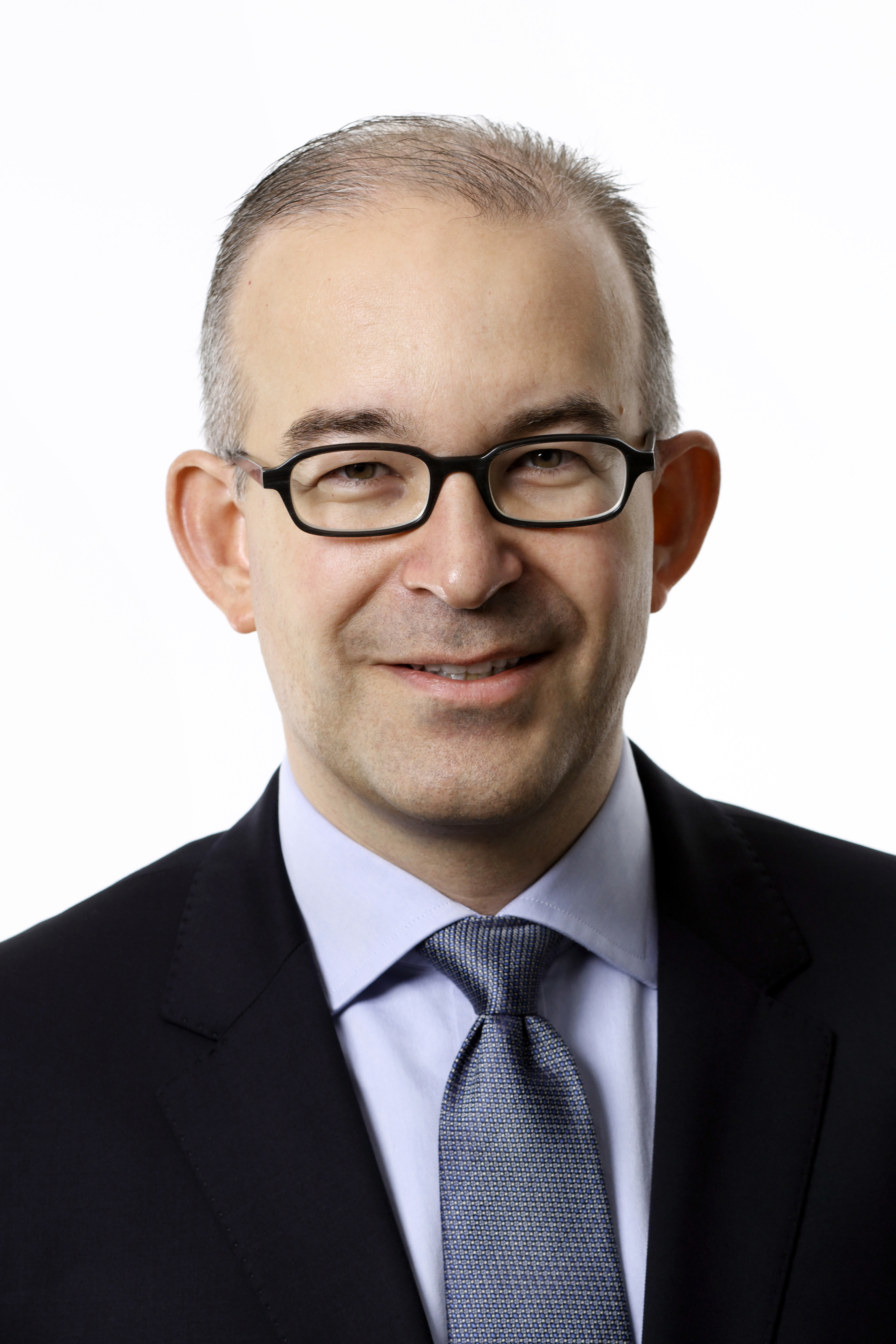
Gregor Rutz (* 1972)

- Rutz, Gustav (1857–1949), deutscher Bildhauer
- Rutz, Maria Johanna Baptista (1777–1854), letzte Äbtissin des Klosters Tänikon im Kanton Thurgau
- Rutz, Michael (* 1951), deutscher Journalist
- Rutz, Niklas (* 1999), schweizerisch-deutscher Unihockeyspieler
- Rutz, Ottmar (1881–1952), deutscher Jurist, Publizist und Politiker
- Rutz, Peter (* 1941), Schweizer Philosoph
- Rutz, Viktor (1913–2008), Schweizer Maler, Zeichner und Plakatgestalter
- Rutz, Willi (1907–1993), deutscher Fußballspieler
- Rutz-Büchel, Selina (* 1991), Schweizer Mittelstreckenläuferin
- Rutz-Gießelmann, Karin (* 1948), deutsche Fechterin und Olympiateilnehmerin
- Rutze, Nicolaus, deutscher Theologe, Priester und Universitätsprofessor
- Rützel, Anja (* 1973), deutsche Journalistin und AutorinAnja Rützel (* 1973)

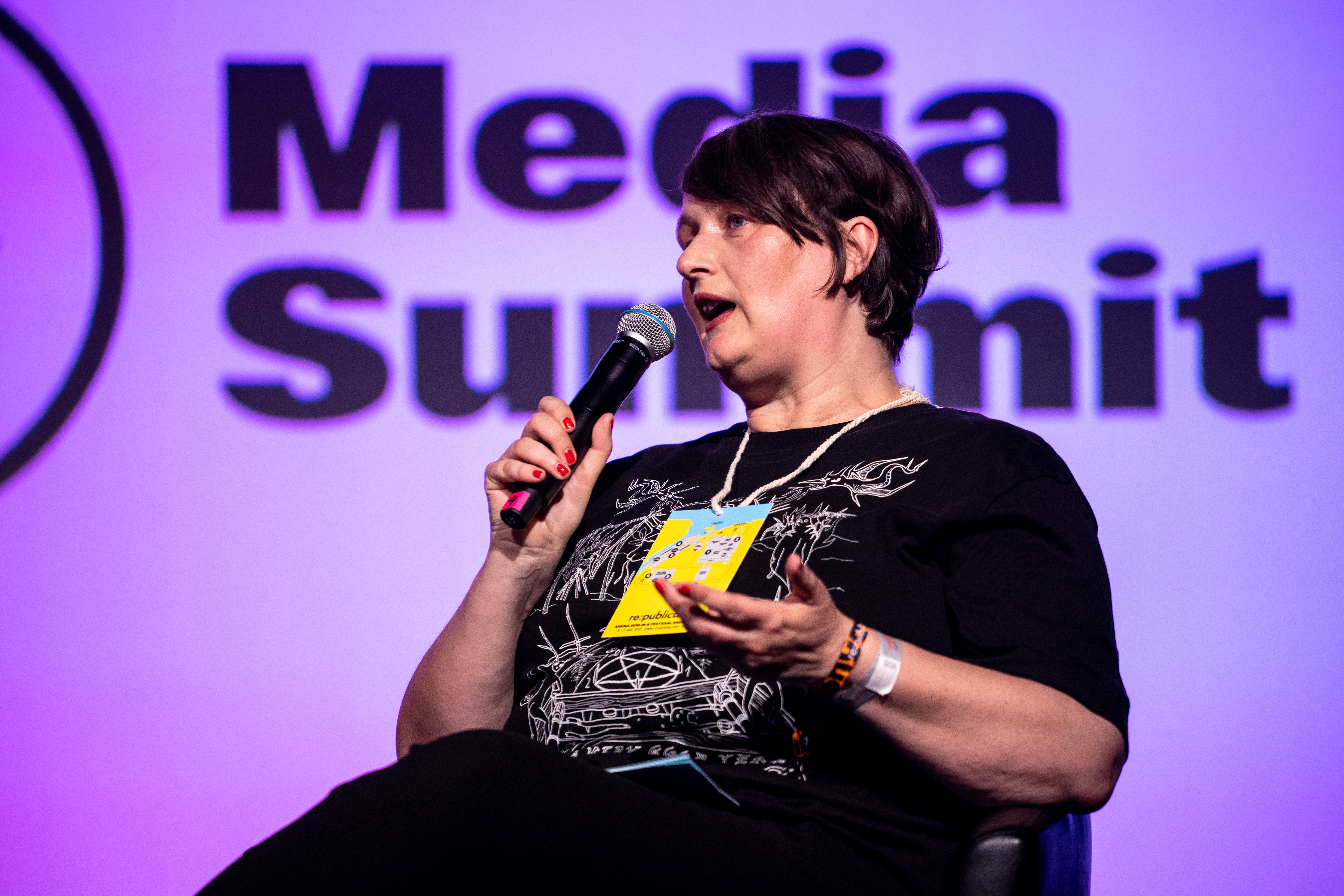
Anja Rützel (* 1973)

- Rützel, Bernd (* 1968), deutscher Politiker (SPD), MdB
- Rützel, Ulrich (* 1944), deutscher Musikproduzent und Musikverleger
- Rutzen, Franz (* 1933), deutscher Verleger
- Rutzen, Jill Lara (* 2000), deutsche Kanusportlerin und Eishockeyspielerin
- Rutzky von Brennau, Andreas (1829–1896), österreich-ungarischer General und Militärschriftsteller
- Rützler, Franz (1923–1986), österreichischer Politiker (ÖVP), Landtagsabgeordneter zum Vorarlberger Landtag
- Rützler, Hanni (* 1962), österreichische Ernährungswissenschaftlerin, Gesundheitspsychologin und Foodtrendforscherin
- Rützler, Hermann (1883–1960), österreichischer Fotograf und Autorennfahrer